# Anzenberg (Gemeinde Inzersdorf-Getzersdorf)
Anzenberg ist eine Ortschaft und eine Katastralgemeinde der Gemeinde Inzersdorf-Getzersdorf im Bezirk Sankt Pölten-Land in Niederösterreich.

## Geografie
Das Dorf liegt westlich oberhalb von Inzersdorf ob der Traisen an der Landesstraße L5017. Durch den Ort verläuft der Jakobsweg in Richtung Stift Göttweig.

## Geschichte
Im Jahr 1822 wurde der Ort als Dorf mit elf Häusern genannt, das nach Inzersdorf eingepfarrt war, wohin auch die Kinder eingeschult wurden. Die Herrschaft Walpersdorf besaß die Ortsobrigkeit, übte die Landgerichtsbarkeit aus und besorgte die Konskription. Die Untertanen und Grundholde des Ortes gehörten den Herrschaften Walpersdorf, Erla, Stift Göttweig und Stift Herzogenburg. Laut Adressbuch von Österreich waren im Jahr 1938 in Anzenberg mehrere Landwirte mit Direktvertrieb ansässig. Bis zur Konstituierung der Gemeinde Inzersdorf-Getzersdorf war der Ort ein Teil der damaligen Gemeinde Inzersdorf ob der Traisen.

## Sehenswürdigkeiten
- Rampelkreuz, ein Pfeilerbildstock mit Nischenaufsatz aus dem 16. Jahrhundert
- Dammböckkreuz, ein Tabernakelbildstock mit abgefastem Schaft aus dem 16. Jahrhundert